# Camponotus johnclarki
Camponotus johnclarki é uma espécie de inseto do gênero Camponotus, pertencente à família Formicidae.